# Anders Larsson
Anders Larsson (Varberg, Halland, 2 de juliol de 1892 - Göteborg, 4 de gener de 1945) va ser un lluitador suec, especialista en lluita lliure, que va competir a començaments del segle xx.
El 1920 va prendre part en els Jocs Olímpics d'Anvers, on va guanyar la medalla d'or en la competició del pes semipesant del programa de lluita lliure.